# Arescon clarkei
Arescon clarkei är en stekelart som beskrevs av Doutt 1955. Arescon clarkei ingår i släktet Arescon och familjen dvärgsteklar. Inga underarter finns listade.